# 澳洲䲟魚
澳洲短䲟（学名：Remora australis），又名澳短鮣、短䲟仔魚，为鲈形目䲟魚科短䲟屬下的一个种，于1840年由Frederick Debell Bennett描述及命名。该物种体长可达76公分。